# トマス・モラガス
トマス・モラガス・イ・トーラス（スペイン語: Tomàs Moragas i Torras, 1837年6月14日 - 1906年10月20日）は、スペインの画家である。マリアノ・フォルトゥーニらとイタリアのローマで学び、オリエンタリズムの作品を描いた。

## 略歴
カタルーニャ州のジローナで生まれた。ジローナの政治的な混乱のためモラガスが幼児の時に家族とバルセロナに移った。美術的な才能を示し、銀細工師の見習いになるとともに、13歳でバルセロナのジョッチャ美術学校(Escola de la Llotja)で学んだ。美術学校で学んでいたマリアノ・フォルトゥーニ(1838-1874)と親友になった。
マリアノ・フォルトゥーニは奨学金を得て1858年からローマに留学したことに刺激されて、モラガスも自費でローマに留学した。ローマへは彫刻家のヘロニモ・スニョル(Jeronimo Suñol: 1839–1902)と移り、後に画家のジョセップ・タピロ(Josep Tapiró i Baró: 1836-1913)やホアキン・アグラソット(Joaquín Agrasot: 1836–1919) も加わり、共同でスタジオを開いた。ローマの美術学校(Acadèmia Giggi)で学び、ローマの風景を描いて、パリやロンドンの画商を通じて売ることで生活した。
フォルトゥーニとモラガスはローマで、スイスのコレクターの邸で開かれるサロンなどで様々な芸術家と知り合った。
1864年から1866年の間はバルセロナに戻って活動し、1866年に最初の展示会を開き、劇場の衣装デザインなどの仕事もした。1866年に再びローマに戻り1869年まではローマで活動した。この間、マドリードで、フォルトゥーニとの共同展を開き、また1867年のスペイン全国展覧会(Exposiciones Nacionales de Bellas Artes)に出展し、1等のメダルを受賞した。1867年の夏、ローマでコレラが流行したためナポリに移り、ナポリではドメニコ・モレリと知り合い影響を受けた。1868年にはローマに戻った。この頃、「オリエンタリズム」の絵画に興味を持った。1869年に婚約者や自らの家族が病気になったため、バルセロナに戻った。1869年にバルセロナで結婚した。
1870年には、グラナダでフォルトゥーニと合流し、一緒にモロッコへ旅した。バルセロナに戻った後、1873年からローマでの活動を再開し、多くの作品を描いた。1876年にフォルトゥーニが亡くなったことや、妻の病気で、バルセロナに戻るが翌年妻は亡くなった。
1877年から、ジョッチャ美術学校や工芸学校の教師を務めた。モラガスから学んだ学生にはサンティアゴ・ルシニョールらがいる。
1906年にバルセロナで亡くなった。

## 作品

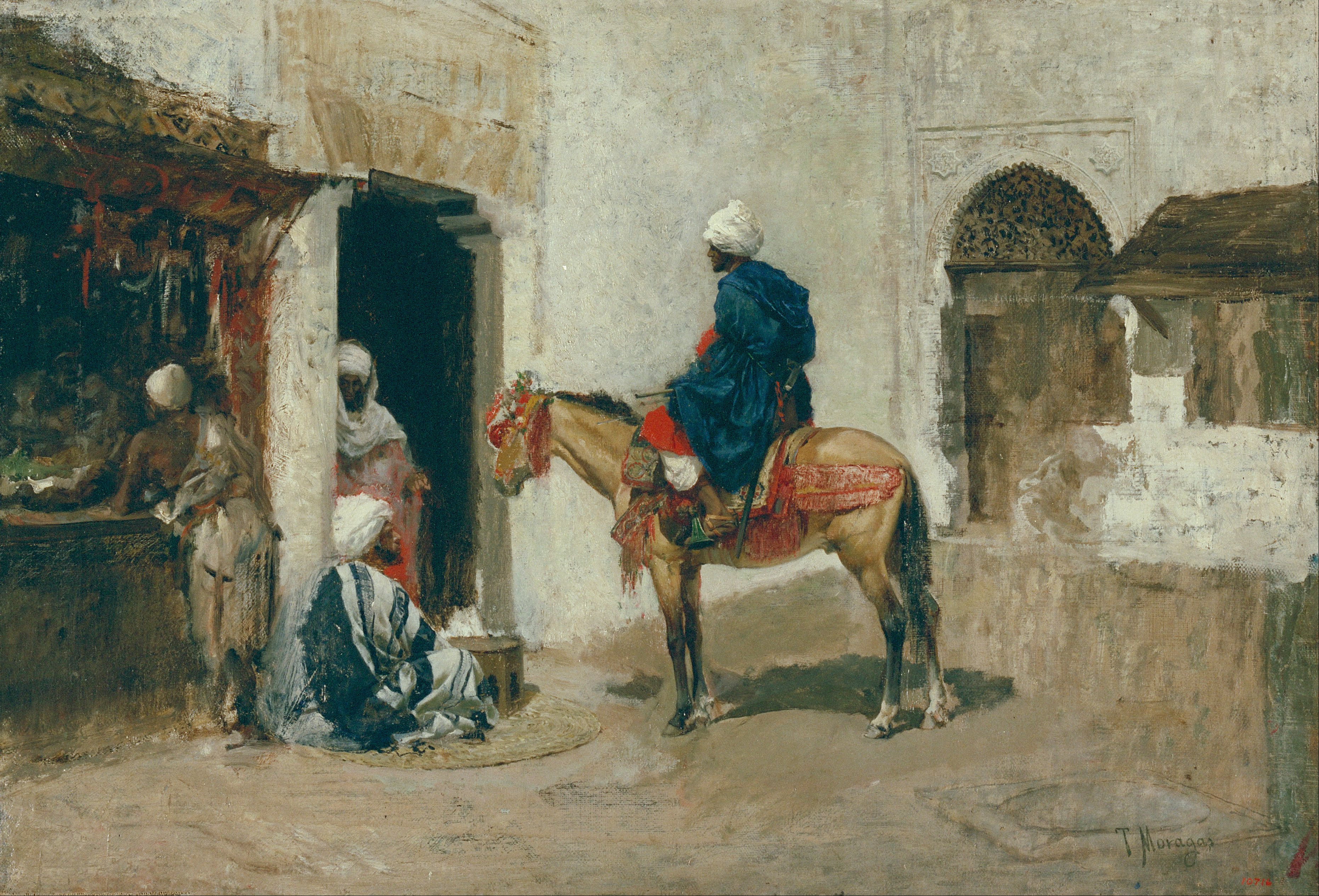
馬に乗るモロッコ人(c.1891) カタルーニャ美術館蔵
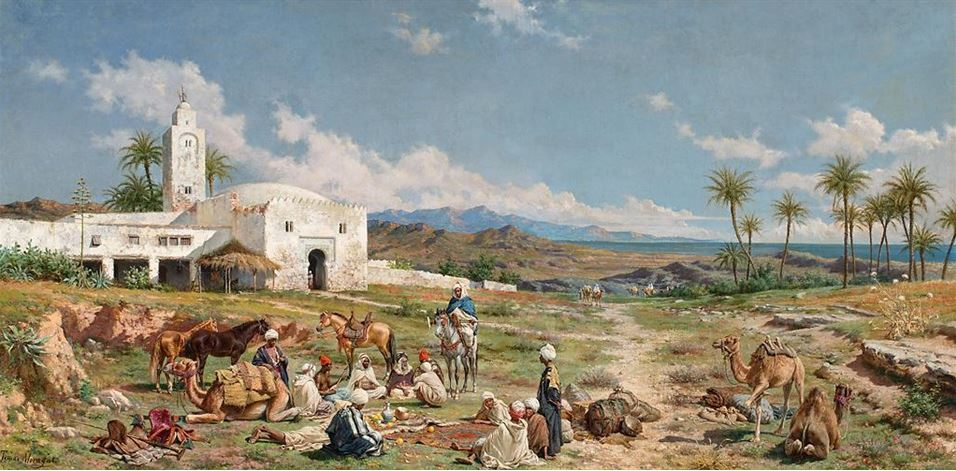
キャラバン
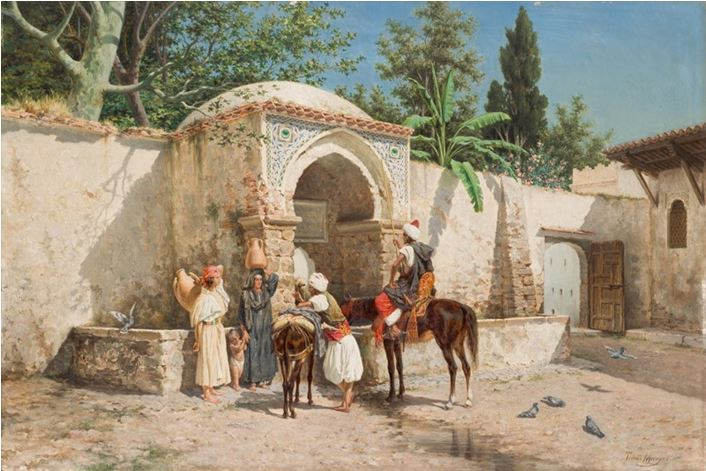
泉にて

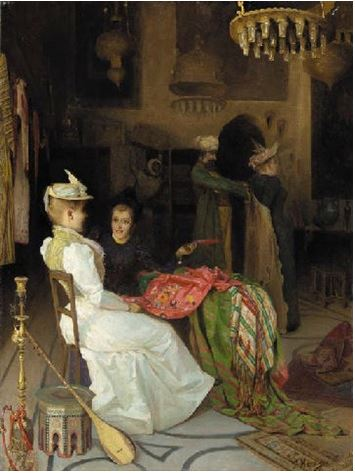
生地選び
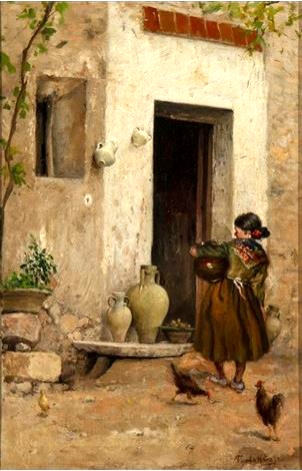
田舎の風景
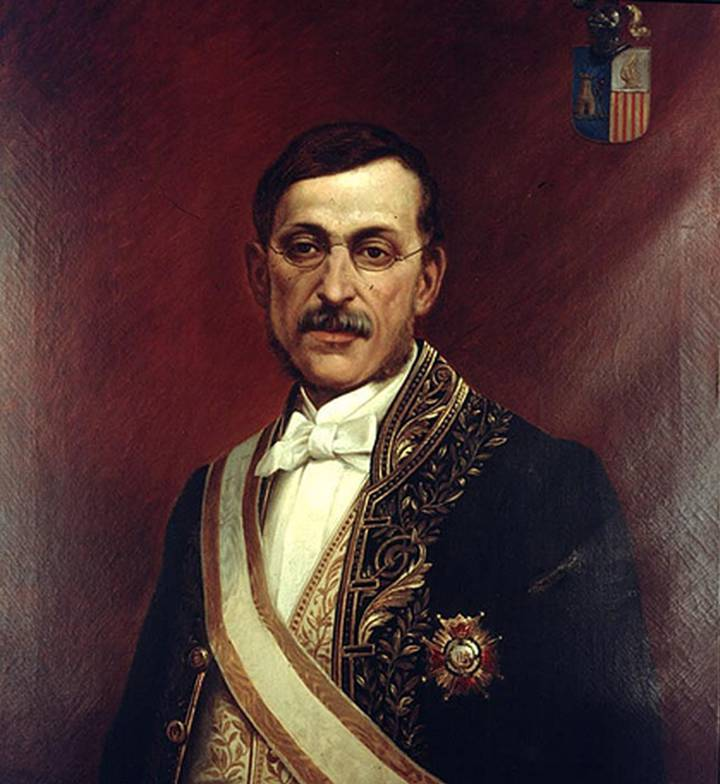
肖像画
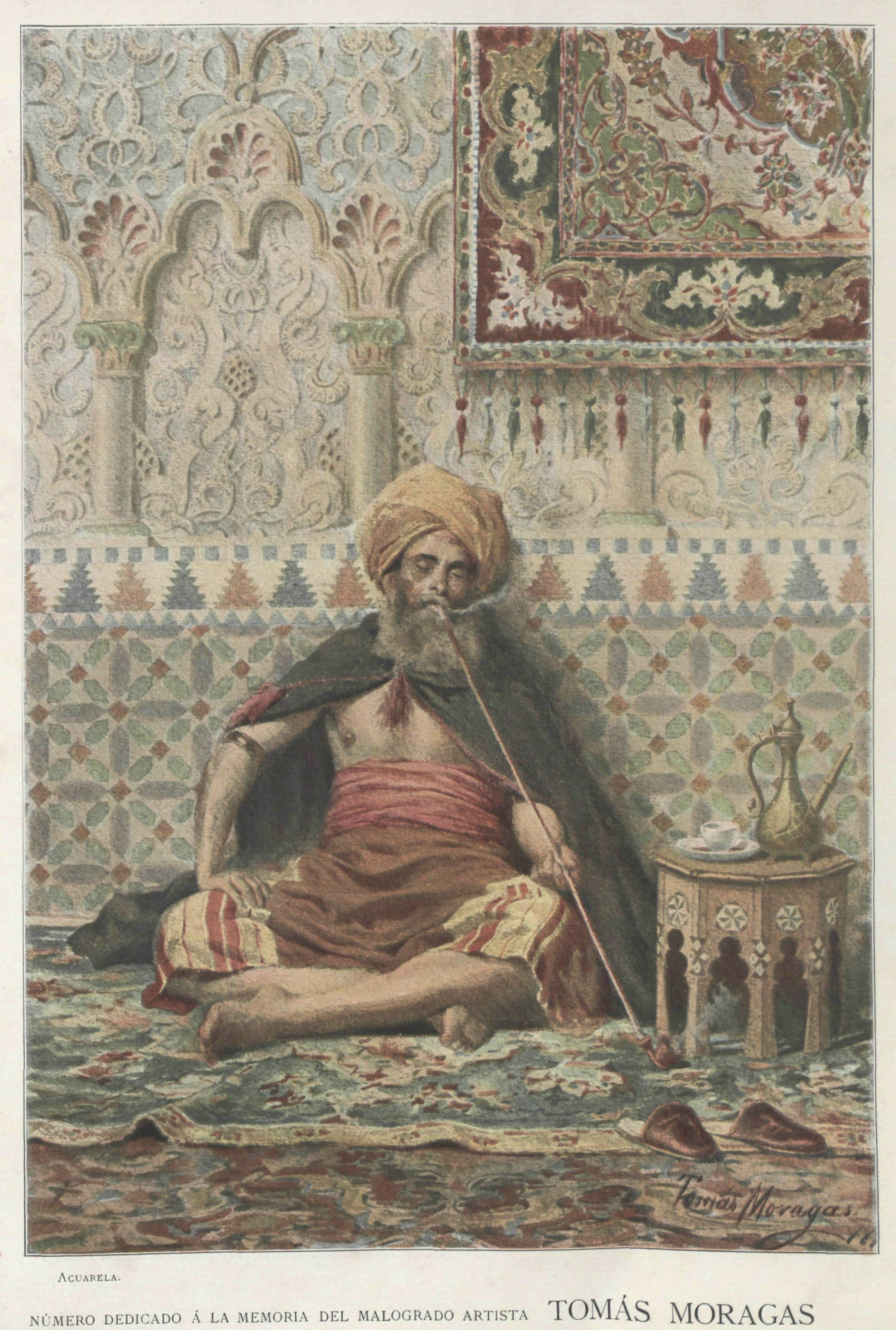
書籍挿絵